# 1987年电影

## 第二十四屆金馬獎
- 最佳劇情片——《稻草人》（中影公司）
- 最佳男主角——周潤發《流氓大亨》
- 最佳女主角——梅艷芳《胭脂扣》
- 最佳男配角——午馬《倩女幽魂》
- 最佳女配角——林珊如《期待你長大》